# Сухая Нива (Ленинградская область)
Сухая Нива — деревня в Ефимовском городском поселении Бокситогорского района Ленинградской области.

## История
СУХАЯ-НИВА — деревня Великодворского общества, прихода села Николы.  

Крестьянских дворов — 21. Строений — 17, в том числе жилых — 13.  

Число жителей по семейным спискам 1879 г.: 34 м. п., 35 ж. п.; по приходским сведениям 1879 г.: 38 м. п., 39 ж. п.

В конце XIX — начале XX века деревня административно относилась к Деревской волости 5-го земского участка 3-го стана Тихвинского уезда Новгородской губернии.

СУХАЯ НИВА — деревня Великодворского общества, число дворов — 16, число домов — 24, число жителей: 68 м. п., 61 ж. п.; занятие жителей: земледелие, отхожие промыслы. Ручей Рута. Кожевня, 2 мелочных лавки. (1910 год)

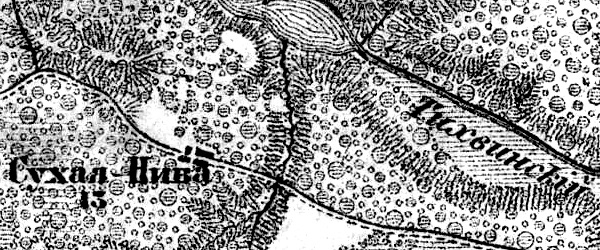
Деревня Сухая Нива на карте 1917 года

Согласно военно-топографической карте Новгородской губернии издания 1917 года деревня насчитывала 13 крестьянских дворов.
С 1917 по 1918 год деревня входила в состав Деревской волости Тихвинского уезда Новгородской губернии.
С 1918 года, в составе Череповецкой губернии.
С 1924 года, в составе Пикалевской волости.
С 1927 года, в составе Михалёвского сельсовета Ефимовского района.
По данным 1933 года деревня Сухая Нива входила в состав Михалёвского сельсовета Ефимовского района.
В 1940 году население деревни составляло 124 человека.
С 1965 года в составе  Бокситогорского района.
По данным 1966 года деревня Сухая Нива также входила в состав Михалёвского сельсовета.
По данным 1973 и 1990 годов деревня Сухая Нива входила в состав Ефимовского сельсовета.
В 1997 году в деревне Сухая Нива Ефимовской волости проживали 9 человек, в 2002 году — 2 человека (все русские).
В 2007 году в деревне Сухая Нива Ефимовского ГП проживали 2 человека, в 2010 году — 5, в 2015 году — 1, в 2016 году — также 1 человек.

## География
Деревня расположена в центральной части района на автодороге 41К-032 (Заголодно — Сидорово) в месте примыкания к ней автодороги 41К-285 (Сухая Нива — Михалёво).
Расстояние до административного центра поселения — 7 км.
Расстояние до ближайшей железнодорожной станции Ефимовская — 10 км. 
Деревня находится к юго-западу от Тихвинского канала.

## Демография
| 1997 | 2002 | 2007 | 2010 | 2017 |
| ---- | ---- | ---- | ---- | ---- |
| 9    | ↘2   | →2   | ↗5   | ↘1   |